# Urophora kasachstanica
Urophora kasachstanica är en tvåvingeart som först beskrevs av Richter 1964.  Urophora kasachstanica ingår i släktet Urophora och familjen borrflugor. Inga underarter finns listade i Catalogue of Life.